# Казе Маравиљија (Пистоја)
Казе Маравиљија је насеље у Италији у округу Пистоја, региону Тоскана.
Према процени из 2011. у насељу је живело 66 становника. Насеље се налази на надморској висини од 43 м.